# Anaforă (liturgică)

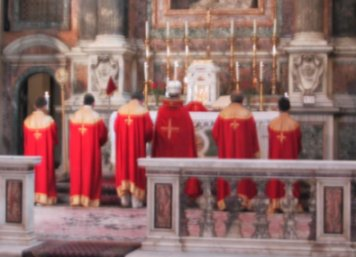

Anaforă sau anafora (plural: anaforale) desemnează partea centrală la liturghiei altarului în liturghie. Termenul vine din greacă, însemnând "punere înainte". Liturgiștii români folosesc termenul "anaforă" sau "anafora", pentru a desemna unul și același concept, dar care diferă, ca terminologie, de la un rit la altul:
- Grecii folosesc cuvântul "anaforă";
- Galii foloseau expresia "rugăciune euharistică";
- Latinii vorbesc de "canon";
- Riturile orientale ne-bizantine folosesc cuvântul "jertfă" (același termen desemnează și anafora, și liturghia).

## Scop și urmare

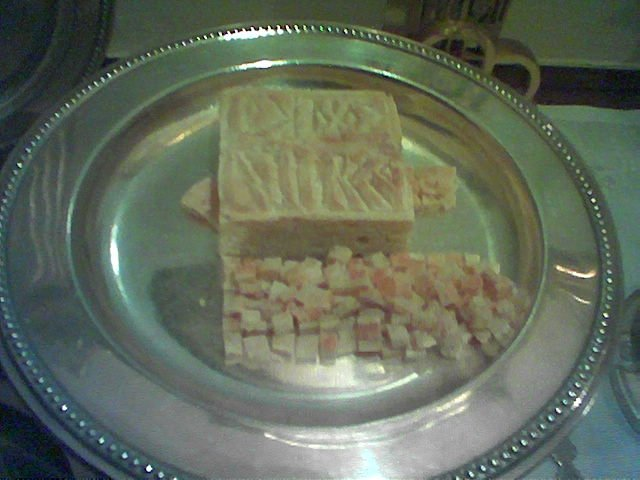

Preotul rostește, în numele poporului, o rugăciune lungă, în care aduce mulțumită lui Dumnezeu-Tatăl, pentru mântuirea împlinită de Fiul, prin Sfântul Duh. Ca urmare, după creștini, Dumnezeu face ca pâinea și vinul de pe altar să devină trupul și sângele lui Iisus.

## Structură
Anaforele conțin, dar nu în aceeași ordine, următoarele elemente:
- Dialog între preot și credincioși. În toate anaforele, dialogul conține cuvintele: «Sus să avem inimile».
- Marea rugăciune a sfintei jertfe (præfatio în latină). La occidentali e variabilă.
- Sanctus. Lipsește la asirieni.
- Post-sanctus.
- Instituire. Variabilă la bizantini. Lipsește la asirieni.
- Anamneză. Variabilă la galici.
- Epicleză. Variabilă la galici. Lipsește la ambrosieni.
- Diptice. Lipsesc la galici și la ritul anglican din 1622.

## Liturghia bizantină
Are două anafore:
- Prima, scrisă de Vasile cel Mare, numită de liturgiști "anafora bizantină a sfântului Vasile cel Mare". Se întrebuințează doar de zece ori pe an: pe 1 ianuarie, la liturghiile de priveghere de Crăciun și Bobotează, în duminicile din păresimi, în joia mare și la liturghia privegherii de Paști. În afară de aceste zece zile în care e folosită în mod oficial, anafora lui Vasile mai e folosită sporadic, local, în Ardeal.
- A doua, pseudoepigrafă, numită, în liturghierele vechi "a preotului Ioan din Constantinopol, de unde liturghierele moderne au înțeles Ioan Chrisostom. În urma cercetărilor liturgiștilor ca Robert F. Taft și Aimé-Georges Martimort, se pare că e vorba de o anaforă antiohiană, descoperită în Evul Mediu de un anumit preot Ioan din Constantinopol, și care a început a fi folosită datorită scurteței sale.
- O a treia, numită "a sfântului Iacob de Ierusalim", se folosește, o singură dată pe an, de către greci.
- O a patra e semnalată. Liturgistul român Badea Cireșanu, în tomul II al lucrării Tezaurul liturgic, susține că mitropolitul Simion Ștefan ar fi folosit, pentru sâmbetele din păresimi, anafora sfântului Ambrosiu de Milan.

## Liturghia romană
Nu se știe cu exactitate ce anaforă se folosea la Roma în primele secole. Totuși, Grigore I cel Mare Dialogul a compus o anaforă numită "canonul roman". Aceasta a fost folosită până la Conciliul Vatican II. De atunci începând, patru anafore se folosesc:
- Canonul roman;
- Anafora scrisă de Ipolit Romanul (secolul III);
- O prescurtare a unei vechi anafore galice;
- O prescurtare a anaforei bizantine a lui Vasile.

În afară de acestea, diferite Biserici romano-catolice locale au compus anafore locale.

## Liturghia galică
Anafora cea mai completă e cea notată de sfântul German de Paris (secolul IV). Galicii, în schimb, au cea mai mare variabilitate. Ținând cont că anul are 365 sau 366 de zile, liturghierul galic are peste 400 de variante a "marii rugăciuni a sfintei jertfe", în comparație cu ritul bizantin, de pildă, care n-are decât două. La gali, anafora nu conține diptice.

## Liturghia armeană
Are o singură anaforă, cea numită a sfântului Atanasiu cel Mare, dar care, după părerea liturgiștilor moderni, ar fi o adaptare târzie a anaforei bizantine a lui Vasile.

## Liturghia ambrosiană
Folosește anafora scrisă de sfântul Ambrosiu de Milan în cartea sa De sacramentis ("Despre sfintele taine").